# 勒勒 (埃诺省)
勒勒（法語：Le Rœulx，法語發音：[lə ʁø] ⓘ）是比利时瓦隆大区埃諾省蘇瓦尼區的一座城市，通行法语，是比利时法语社群的一部分，面积42.80 平方千米，人口8,617人（2018年1月1日）。